# John Campbell (travkusk)
John Campbell, född 8 april 1955 i London i Ontario, är en kanadensisk travkusk. Han har kört cirka 35 000 travlopp och i dessa vunnit motsvarande två miljarder kronor, siffror som gör honom till världens genom tiderna vinstrikaste travkusk. Han har kört stjärnhästar som Mack Lobell, Nuncio, Glidemaster, Armbro Goal, Peace Corps, Pine Chip, Prakas och Muscles Yankee.

## Karriär
Campbell segrade i Elitloppet på Solvalla 1988 tillsammans med den yngsta vinnaren av loppet genom tiderna, den då fyraårige Mack Lobell. Campbell har vunnit Hambletonian Stakes sex gånger (1987, 1988, 1990, 1995, 1998, 2006), vilket är fler gånger än någon annan kusk. I 2014 års upplaga av Hambletonian Stakes var Campbell nära att ta sin sjunde seger i loppet tillsammans med Nuncio, ekipaget slogs med en halv längd av Trixton. Campbell har även vunnit Kentucky Futurity sju gånger (1989, 1992, 1993, 1994, 2001, 2006, 2014), med bland andra Peace Corps (1989), Pine Chip (1993), Glidemaster (2006) och Nuncio (2014). Yonkers Trot tre gånger: 1987 (med Mack Lobell), 1989 (med Muscles Yankee) och 2014 (med Nuncio).
Campbell valdes 1990 in i den amerikanska travsportens Hall of Fame, som den yngsta invalda någonsin.
Den 12 juli 2008 vann Campbell sitt 10 000:e travlopp som kusk bakom hästen Share the Delight på Meadowlands Racetrack i New Jersey. Fram till 2017 har han vunnit över 11 000 lopp. Campbell annonserade i början på 2017 att han ska pensionera sig från att köra travlopp, men ska fortsätta att vara involverad i travsporten som ordförande för The Hambletonian Society.
Han var i Sverige under Elitloppshelgen 2017 för att bland annat köra Tjacko Zaz i Elitloppet och Milligan's School i Fyraåringseliten. Han körde även Zenit Brick i ett lopp. Han besökte Sverige även under Elitloppshelgen 2018, då för att närvara vid hyllningen av Nuncio den 27 maj på Solvalla.